# Торбино (посёлок, Окуловский район)
То́рбино — посёлок железнодорожной станции в Окуловском муниципальном районе Новгородской области, в составе Боровёнковского сельского поселения.
Посёлок и одноимённая железнодорожная станция расположены на главном ходу Октябрьской железной дороги, в 30 км к северо-западу от Окуловки (73 км по автомобильной дороге), до административного центра сельского поселения — посёлка Боровёнка 15 км (28 км по автомобильной дороге). На севере посёлок находится у берегов трёх озёр: с северо-запада восточный берег Кудрявцевского озера, с северо-востока южный берег озера Глухого, а с севера южный берег озера Торбино, причём в 9 км от посёлка, на противоположном берегу озера расположена одноимённая деревня Торбино.
| 2010 |
| ---- |
| 390  |

## История
В Новгородской губернии населённый пункт при станции относился к Крестецкому уезду, а с 30 марта 1918 года до 1927 года станция была центром Торбинской волости Маловишерского уезда. До 20 сентября 1931 года Торбино — центр Торбинского района Боровичского округа Ленинградской области, затем до 2005 года центр сельсовета Окуловского района (до 1944 года Ленинградской области, затем в Новгородской области).
Станция Торбино образована в 1843 году, при строительстве Николаевской железной дороги, деревне Торбино больше 500 лет, которая находится на противоположном конце озера торбинское (Узинское) в 8-9 км от ж/д станции Торбино. Статью по истории ж/д станции Торбино можно прочесть в поселковой библиотеке у С. А. Разжигаевой, автор Осьмаков А. А.
Близ Торбино несколько раз охотился на медведя император Александр II.

Охота происходила в лесу около станции Торбино по Николаевской железной дороге. Медведь оказался очень свирепым: ранил двух облавщиков, прежде чем вышел на стрелковую линию, на которой стоял государь. Площадь охоты была прикрыта кустарником и густым ельником, который не был вырублен по недосмотру. «Государь увидел медведя в нескольких шагах, когда он выскочил из-за куста. Государь выстрелил, ранил зверя, но не убил, и медведь стремительно бросился на государя. Другого выстрела император сделать не успел… Иванов не потерялся, вскрикнув: „Государь налево, рогатчик вперед!“ и в тот же момент сам стреляет, а рогатчик всаживает рогатину в грудь зверя, и зверь пал мертвым у ног государя», — свидетельствовал очевидец происшествия.

## Транспорт
Железнодорожная станция. Автомобильные дороги в Окуловку (через Боровёнку), и в Любытино (через Висленев Остров).

## Образование
- образовательное учреждение типа «начальная школа — детский сад»

## Достопримечательности
Парк усадьбы Поливанова (4,2 га)